# Michele Rinaldi (calciatore)
Michele Rinaldi (Manerbio, 9 gennaio 1987) è un calciatore italiano, difensore della Virtus.

## Carriera

### Club
Cresciuto nell'Atalanta, nella stagione 2005-2006 passa all'Udinese, con cui non riesce ad esordire in Serie A. La stessa situazione si ripete nella stagione successiva, quando passa al Parma e anche qui deve rinviare l'esordio.
Dal 2007 al 2010 gioca nel Rimini: nella prima stagione in Serie B sfiora l'accesso ai play-off per la Serie A, nella seconda stagione il Rimini retrocede in Lega Pro Prima Divisione dopo aver perso i play-out; nella terza stagione, in Lega Pro Prima Divisione, disputa da titolare quasi tutta la stagione disputando anche i play-off promozione (poi persi in semifinale col Verona). È in questa stagione che segna le prime reti in carriera.
Nell'estate del 2010, all'età di 23 anni, ha una nuova occasione di giocare in massima serie, in quanto viene tesserato dal Bari. Con i galletti esordisce in Serie A il 12 dicembre 2010, giocando titolare la partita in trasferta contro la Roma persa per 1-0. In tutta la stagione coi pugliesi totalizza 6 presenze nel massimo campionato.
Il 4 agosto 2011 passa al Benevento firmando un contratto che lo lega alla società giallorossa fino al 30 giugno 2014. Nell'estate 2013 rescinde con il Benevento e si accasa al Pavia, rimanendo in Lega Pro Prima Divisione. L'11 gennaio 2014 firma un biennale con il Cuneo.
Il 15 luglio 2014 firma per il Savoia di Torre Annunziata, società neopromossa in Lega Pro.
Il 2 febbraio 2015 passa in prestito al Prato.
Nel 2023 va a giocare alla Virtus, nel campionato sammarinese, vincendo due campionati di fila e, nella stagione 2024-2025, facendo all'età di 37 anni il suo esordio nelle competizioni UEFA per club (gioca infatti 2 partite nei turni preliminari di Champions League ed una partita nei turni preliminari di Conference League).

### Nazionale
Dal 2003 al 2007 ha vestito la maglia di cinque selezioni giovanili della nazionale italiana, dall'Under-16 all'Under-20.

## Statistiche

### Presenze e reti nei club
Statistiche aggiornate al 25 maggio 2024.
| Stagione                   | Squadra                    | Campionato                 | Campionato | Campionato | Coppe nazionali | Coppe nazionali | Coppe nazionali | Coppe continentali | Coppe continentali | Coppe continentali | Altre coppe | Altre coppe | Altre coppe | Totale | Totale |
| Stagione                   | Squadra                    | Comp                       | Pres       | Reti       | Comp            | Pres            | Reti            | Comp               | Pres               | Reti               | Comp        | Pres        | Reti        | Pres   | Reti   |
| -------------------------- | -------------------------- | -------------------------- | ---------- | ---------- | --------------- | --------------- | --------------- | ------------------ | ------------------ | ------------------ | ----------- | ----------- | ----------- | ------ | ------ |
| 2005-2006                  | Udinese                    | A                          | 0          | 0          | CI              | 1               | 0               | UCL+CU             | 0                  | 0                  | -           | -           | -           | 1      | 0      |
| 2006-gen. 2007             | Udinese                    | A                          | 0          | 0          | CI              | 0               | 0               | -                  | -                  | -                  | -           | -           | -           | 0      | 0      |
| Totale Udinese             | Totale Udinese             | Totale Udinese             | 0          | 0          |                 | 1               | 0               |                    | 0                  | 0                  |             | -           | -           | 1      | 0      |
| gen.-giu. 2007             | Parma                      | A                          | 0          | 0          | CI              | 0               | 0               | CU                 | 0                  | 0                  | -           | -           | -           | 0      | 0      |
| 2007-2008                  | Rimini                     | B                          | 13         | 0          | CI              | 2               | 0               | -                  | -                  | -                  | -           | -           | -           | 15     | 0      |
| 2008-2009                  | Rimini                     | B                          | 25+1       | 0          | CI              | 1               | 0               | -                  | -                  | -                  | -           | -           | -           | 27     | 0      |
| 2009-2010                  | Rimini                     | 1D                         | 19+2       | 3          | CI+CI-LP        | 0+3             | 0               | -                  | -                  | -                  | -           | -           | -           | 24     | 3      |
| Totale Rimini              | Totale Rimini              | Totale Rimini              | 57+3       | 3          |                 | 6               | 0               |                    | -                  | -                  |             | -           | -           | 66     | 3      |
| 2010-2011                  | Bari                       | A                          | 6          | 0          | CI              | 0               | 0               | -                  | -                  | -                  | -           | -           | -           | 6      | 0      |
| 2011-2012                  | Benevento                  | 1D                         | 21         | 2          | CI+CI-LP        | 0+1             | 0               | -                  | -                  | -                  | -           | -           | -           | 22     | 2      |
| 2012-2013                  | Benevento                  | 1D                         | 9          | 0          | CI+CI-LP        | 2+2             | 0               | -                  | -                  | -                  | -           | -           | -           | 13     | 0      |
| Totale Benevento           | Totale Benevento           | Totale Benevento           | 30         | 2          |                 | 5               | 0               |                    | -                  | -                  |             | -           | -           | 35     | 2      |
| 2013-gen. 2014             | Pavia                      | 1D                         | 15         | 0          | CI-LP           | 2               | 0               | -                  | -                  | -                  | -           | -           | -           | 17     | 0      |
| gen.-giu. 2014             | Cuneo                      | 2D                         | 16+2       | 0          | CI-LP           | 0               | 0               | -                  | -                  | -                  | -           | -           | -           | 18     | 0      |
| 2014-gen. 2015             | Savoia                     | LP                         | 14         | 1          | CI-LP           | 2               | 0               | -                  | -                  | -                  | -           | -           | -           | 16     | 1      |
| gen.-giu. 2015             | Prato                      | LP                         | 14         | 0          | CI+CI-LP        | 0+0             | 0               | -                  | -                  | -                  | -           | -           | -           | 14     | 0      |
| 2015-2016                  | Cuneo                      | LP                         | 30+2       | 2          | CI-LP           | 0               | 0               | -                  | -                  | -                  | -           | -           | -           | 32     | 2      |
| Totale Cuneo               | Totale Cuneo               | Totale Cuneo               | 46+4       | 2          |                 | -               | -               |                    | -                  | -                  |             | -           | -           | 50     | 2      |
| 2016-2017                  | Gubbio                     | LP                         | 34+1       | 4+1        | CI-LP           | 2               | 0               | -                  | -                  | -                  | -           | -           | -           | 37     | 5      |
| 2017-gen. 2018             | Arezzo                     | C                          | 19         | 3          | CI+CI-C         | 0+1             | 0               | -                  | -                  | -                  | -           | -           | -           | 20     | 3      |
| gen.-giu. 2018             | Viterbese Castrense        | C                          | 13+5       | 1+1        | CI-C            | 5               | 0               | -                  | -                  | -                  | -           | -           | -           | 23     | 2      |
| 2018-2019                  | Viterbese Castrense        | C                          | 28+2       | 1          | CI+CI-C         | 3+7             | 0               | -                  | -                  | -                  | -           | -           | -           | 40     | 1      |
| Totale Viterbese Castrense | Totale Viterbese Castrense | Totale Viterbese Castrense | 41+7       | 2+1        |                 | 15              | 0               |                    | -                  | -                  |             | -           | -           | 63     | 3      |
| 2019-2020                  | Feralpisalò                | C                          | 21+1       | 0          | CI+CI-C         | 3+6             | 0               | -                  | -                  | -                  | -           | -           | -           | 31     | 0      |
| 2020-2021                  | Imolese                    | C                          | 14+1       | 0          | -               | -               | -               | -                  | -                  | -                  | -           | -           | -           | 15     | 0      |
| 2021-2022                  | Imolese                    | C                          | 27+1       | 0          | CI-C            | 1               | 0               | -                  | -                  | -                  | -           | -           | -           | 29     | 0      |
| Totale Imolese             | Totale Imolese             | Totale Imolese             | 41+2       | 0          |                 | 1               | 0               |                    | -                  | -                  |             | -           | -           | 44     | 0      |
| 2022-gen. 2023             | United Riccione            | D                          | 15         | 2          | CI-D            | 2               | 1               | -                  | -                  | -                  | -           | -           | -           | 17     | 3      |
| gen.-giu. 2023             | Ravenna                    | D                          | 5          | 0          | CI-D            | 0               | 0               | -                  | -                  | -                  | -           | -           | -           | 5      | 0      |
| 2023-2024                  | Virtus                     | CS                         | 19         | 2          | CT              | 4               | 1               | -                  | -                  | -                  | SS          | 1           | 0           | 24     | 3      |
| Totale carriera            | Totale carriera            | Totale carriera            | 377+18     | 23         |                 | 50              | 2               |                    | 0                  | 0                  |             | 1           | 0           | 441    | 25     |

## Palmarès

### Club

#### Competizioni nazionali
- Coppa Italia Serie C: 1

Viterbese: 2018-2019
- Campionato sammarinese: 2

Virtus: 2023-2024, 2024-2025
- Supercoppa Sammarinese: 2

Virtus: 2023, 2024
- Coppa Titano: 1

Virtus: 2024-2025